# Pasikurowice (gromada)
Pasikurowice (do 31 XII 1959 Siedlec) – dawna gromada, czyli najmniejsza jednostka podziału terytorialnego Polskiej Rzeczypospolitej Ludowej w latach 1954–1972.
Gromady, z gromadzkimi radami narodowymi (GRN) jako organami władzy najniższego stopnia na wsi, funkcjonowały od reformy reorganizującej administrację wiejską przeprowadzonej jesienią 1954 do momentu ich zniesienia z dniem 1 stycznia 1973, tym samym wypierając organizację gminną w latach 1954–1972.
Gromadę Pasikurowice z siedzibą GRN w Pasikurowicach utworzono 1 stycznia 1960 w powiecie trzebnickim w woj. wrocławskim w związku z przeniesieniem siedziby GRN gromady Siedlec z Siedlca do Pasikurowic i zmianą nazwy jednostki (zwiększonej tego samego dnia o wsie Pawłowice, Kłokoczyce i Pruszowice) na gromada Pasikurowice. Dla gromady ustalono 22 członków gromadzkiej rady narodowej.
1 lipca 1968 gromadę zniesiono, a jej obszar włączono do znoszonej gromady Skarszyn w tymże powiecie.